# Vallée des Prades
La vallée des Prades est une vallée située dans les communes françaises de Loubeyrat et de Châtel-Guyon.
Longue de 5 km environ, elle donne accès au bois d'Agnat, au Bouquet, au Court (villages de Loubeyrat) ainsi qu'au bourg de la commune.
Cette vallée arborée est traversée par une route départementale. En outre, il y a de nombreux petits ruisseaux et quelques chemins pour se promener, ce qui en fait un site pour randonnées.

## Nature et randonnée
Le Saye (prononcé « saille » ou « sé ») est un ensemble de bois et de prés coupés par un ruisseau, où pousse le muguet. Le lieu est plus facile d'accès par temps chaud car il est humide et ombragé.
En amont de la vallée se situe le roc Errant, un point de vue situé sur la commune de Loubeyrat qui donne la vue sur les plaines de Limagne, de Châtel-Guyon, de Riom et, selon les conditions météorologiques, il donne la vue sur la ville de Clermont-Ferrand et sur les monts du Forez. Le roc Errant s'appelle aussi « château Errant » car selon la légende « un homme avait parié tous ses économies aux jeux et les avait perdues. Il mit donc en jeu son château sans portes et sans fenêtres ».